# Blerim Džemaili
Blerim Džemaili (mac. Блерим Џемаили; alb. Blerim Xhemajli; IPA: /blɛˈɾim dʒɛˈmaili/; Tetovo, 12 aprile 1986) è un ex calciatore svizzero di origini albanesi, di ruolo centrocampista.

## Biografia
Nato nell'allora repubblica jugoslava di Macedonia da famiglia albanese originaria di Bogovinje, Dzemaili crebbe, fin dall'età di 4 anni, a Zurigo, in Svizzera, dove si era trasferito insieme ai suoi genitori. Tifoso del Milan, nel 2015 sposa la modella albanese Erjona Sulejmani che, nello stesso anno, dà alla luce il loro primogenito, Luan. Il 24 novembre 2017 annunciano ufficialmente la separazione.

## Caratteristiche tecniche
Era un centrocampista di interdizione ma, grazie all'ottima visione di gioco ed all'ottimo tiro e gli inserimenti si faceva rispettare anche nella fase offensiva. Poteva giocare sia al centro che sulle fasce.

## Carriera

### Giocatore

#### Club

##### Zurigo
Esordì tra i professionisti nel 2003-2004, all'età di 17 anni, nelle file della squadra svizzera dello Zurigo, dove presto diventa un importante punto di riferimento del centrocampo, e già al primo anno colleziona 30 presenze e 2 reti. Nel 2004-2005 gioca 26 partite segnando una rete, mentre nel 2005-2006, giocando col connazionale Gökhan Inler, colleziona 32 presenze e 3 reti. Nell'ultimo anno a Zurigo scende in campo 23 volte, mettendo a segno nuovamente 3 reti. Con lo Zurigo vince due Super League nel 2006 e nel 2007.

##### Bolton
Nel 2007 si trasferisce in Inghilterra al Bolton, dove l'allora allenatore Sam Allardyce prevede per lui un futuro radioso, sottolineandone la giovane età e al contempo la già notevole esperienza come regista. L'avventura inglese, complice un infortunio ai legamenti del ginocchio, non è tuttavia felice: al suo completo recupero (durato 5 mesi), l'allenatore che lo aveva voluto era stato nel frattempo esonerato e il giocatore rimane così ai margini della squadra, non scendendo mai in campo nell'arco di tutta la stagione.

##### Torino e Parma
Il 31 agosto 2008 passa al Torino con la formula del prestito con diritto di riscatto. Il 24 settembre esordisce in Serie A in ChievoVerona-Torino (1-1). Colleziona 30 presenze in una stagione in cui la squadra granata retrocede in Serie B.
Il 16 aprile 2009 il presidente Urbano Cairo annuncia di aver esercitato l'opzione per l'acquisto a titolo definitivo del giocatore. Il riscatto del centrocampista da parte della società granata è poi stato ufficializzato dal Bolton il 15 giugno 2009.
Il 31 agosto 2009 passa al Parma con la formula del prestito oneroso (un milione) con diritto di riscatto della compartecipazione fissato a 3,5 milioni. Per la stagione, sceglie il numero 10. Riceve la prima convocazione per Inter-Parma, vinta 2-0 dai milanesi, ma il suo debutto è in Lazio-Parma, vinta 2-1. Nell'anticipo della 23ª giornata di campionato vinto dal Palermo per 2-1, si infortuna gravemente al legamento del ginocchio sinistro riportando una lesione parziale che causa il termine anticipato della stagione per il giocatore.. A fine stagione, il Parma riscatta la metà del cartellino del giocatore.
Nella stagione seguente gioca 30 partite e segna la sua prima rete in Serie A, alla 35ª giornata in Parma-Palermo (3-1), siglando l'1-0 approfittando di un cattivo rinvio di Salvatore Sirigu dopo soli 2 minuti. Al termine della stagione i ducali riscattano l'altra metà del cartellino.

##### Napoli

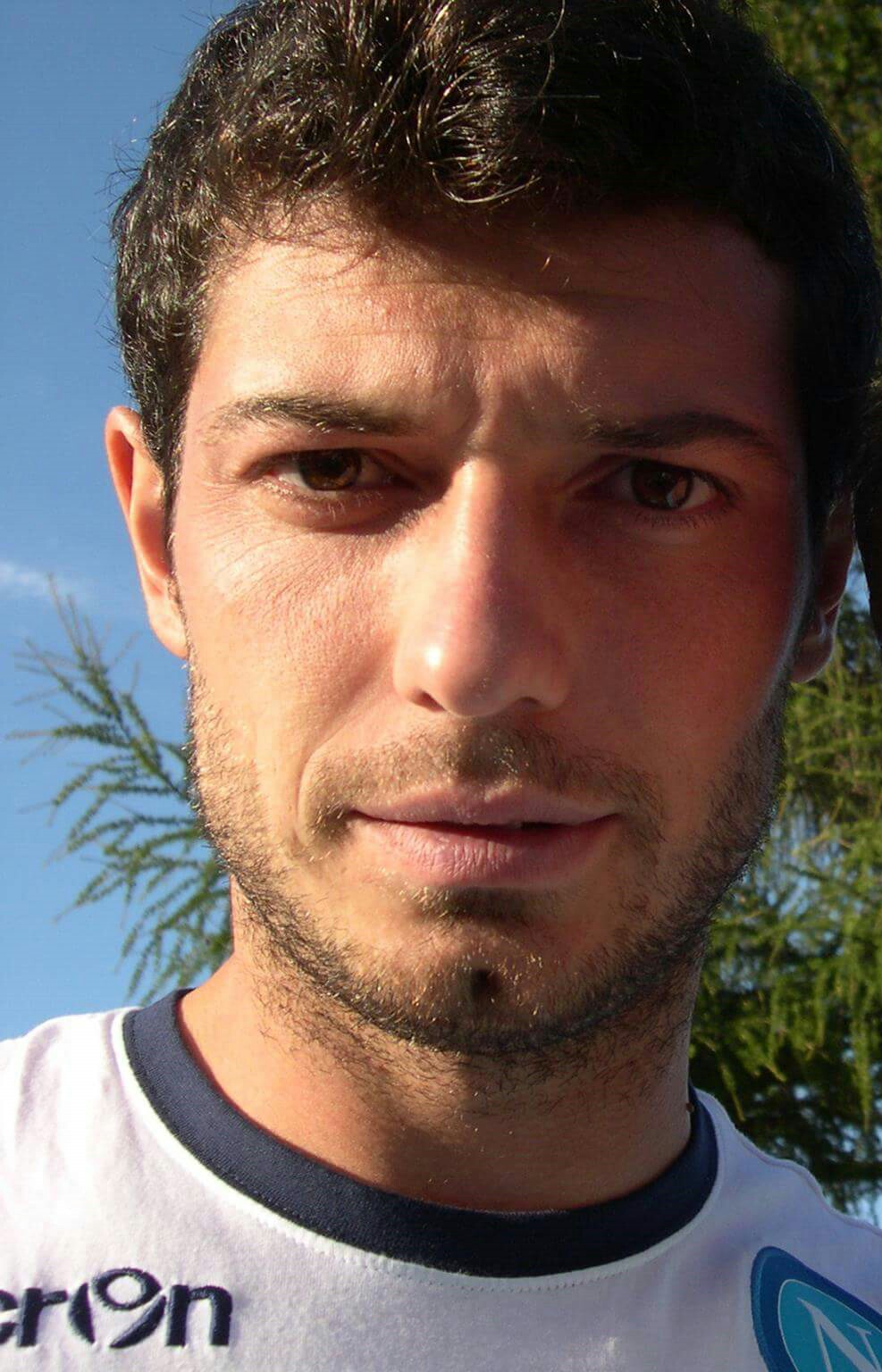
Dzemaili al Napoli nel 2011

Il 1º luglio 2011 passa a titolo definitivo al Napoli per 9 milioni di euro, saldati con conguaglio economico e con le cessioni di Manuele Blasi a titolo definitivo e di Fabiano Santacroce in prestito con diritto di riscatto della metà del cartellino. In maglia azzurra ritrova il suo compagno di reparto in nazionale e ai tempi dello Zurigo, Gökhan Inler, arrivato nella medesima sessione di mercato.
Esordisce in maglia azzurra il 10 settembre 2011 nella trasferta di campionato contro il Cesena, prima partita della stagione, terminata 3-1 per i partenopei. Quattro giorni dopo esordisce anche nella massima competizione europea, la UEFA Champions League (di cui aveva giocato solo un turno preliminare ai tempi dello Zurigo), subentrando ad Ezequiel Lavezzi nella partita esterna contro il Manchester City, terminata 1-1. Segna il suo primo gol in gare ufficiali con il Napoli siglando il momentaneo 3-0 sul Lecce il 3 dicembre 2011.
In campionato colleziona 28 presenze e 3 reti e il 20 maggio 2012 vince il primo trofeo italiano, la Coppa Italia, disputando da titolare la vittoriosa finale di Roma contro la Juventus.
Nella stagione 2012-2013, esordisce in Europa League nella prima partita del girone contro l'AIK, entrando al posto di Marco Donadel nel secondo tempo e segnando, nel primo minuto di recupero, il gol del definitivo 4-0 per i partenopei. Sempre contro l'AIK, nella partita di ritorno in Svezia, segna la rete del momentaneo vantaggio per i partenopei, la partita finisce 2-1 per il Napoli. Il 30 marzo 2013 realizza la prima tripletta in carriera ai danni del Torino, sua ex squadra, nella gara della 30ª giornata di campionato finita 3-5 per i partenopei. La sua seconda stagione al Napoli è stata la più prolifica (a pari merito con la 2016-2017) con 9 reti tra campionato e coppe.

##### Galatasaray

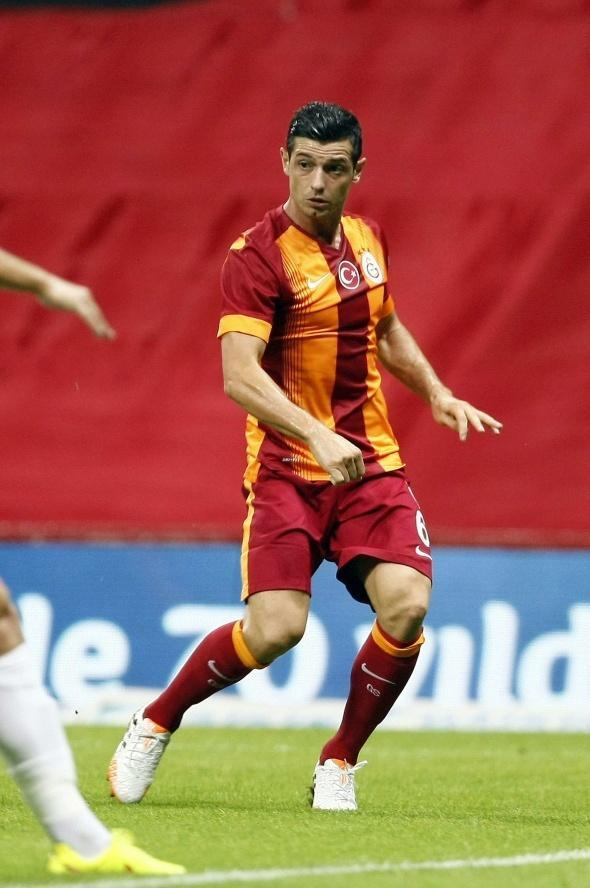
Džemaili al Galatasaray nel 2014.

Il 1º settembre 2014 passa a titolo definitivo ai turchi del Galatasaray, firmando un contratto triennale. Fa il suo esordio il 13 settembre alla seconda giornata di campionato nel pareggio interno per 0-0 contro l'Eskişehirspor. Il suo primo gol lo segna il 3 marzo 2015 nella gara di andata dei quarti di finale di Coppa di Turchia vinta 4-0 contro il Manisaspor: sua è la rete che apre le marcature.
Con la squadra turca vince campionato, Coppa e Supercoppa. Chiude la stagione complessivamente con 20 presenze e 1 gol tra competizioni nazionali ed europee.

##### Genoa
Il 31 agosto 2015 viene ufficializzato il suo passaggio in prestito alla squadra italiana del Genoa. Sceglie la maglia numero 31.
Il 20 settembre 2015 esordisce nella sconfitta interna per 2-0 contro la Juventus. Il 27 settembre realizza da calcio di punizione il suo primo goal con i genoani, regalando la vittoria alla sua squadra nella sfida interna contro il Milan (1-0). Il 10 gennaio 2016 segna la sua seconda marcatura stagionale nella vittoria esterna contro l'Atalanta. Il 9 aprile segna il gol della vittoria per 1-0 nella partita in trasferta contro il Sassuolo.

##### Bologna
Nell'agosto 2016 passa a titolo definitivo al Bologna per 1,3 milioni. Il 22 gennaio 2017 realizza una doppietta alla sua ex squadra, il Torino. Durante la stagione 2016-2017, si conferma come uno dei pilastri della squadra rossoblu, sfornando grandi prestazioni, guadagnandosi l'affetto dei suoi tifosi grazie alla sua grinta e al suo fiuto per il gol (infatti si distingue anche come uno dei migliori marcatori della squadra, con 9 gol tra Campionato e Coppa Italia).

##### Montréal Impact, ritorno a Bologna
Il 9 maggio 2017 viene ceduto in prestito al Montréal Impact, squadra canadese militante in MLS di proprietà di Joey Saputo, presidente anche della società emiliana. Conclude l'esperienza con 8 reti in 25 partite.
Il 19 gennaio 2018 ritorna alla squadra emiliana. Due giorni dopo realizza la rete del 3-0 contro il Benevento. Per la stagione successiva viene nominato capitano della squadra rossoblù e segna il primo gol della stagione nella sfida di Coppa Italia contro il Padova, sbloccando la partita su rigore. In campionato segna una sola rete nell'ultima giornata, in casa contro il Napoli, vinta per 3-2. In tutto con la maglia del Bologna mette insieme 92 presenze e 13 gol.

##### Shenzen
Il 31 gennaio 2020 viene ceduto allo Shenzen dove ritrova Roberto Donadoni che lo aveva allenato a Bologna e diventando il primo giocatore svizzero a raggiungere il campionato cinese di calcio. Tuttavia, il 24 ottobre successivo, dopo appena 10 mesi, lascia la squadra con nessuna partita giocata, anche a causa della pandemia di COVID-19 che non ha di fatto permesso gare.

##### Ritorno a Zurigo
Il 18 dicembre 2020, dopo essere rimasto svincolato, fa ritorno allo Zurigo a distanza di 13 anni dal suo addio, firmando un contratto fino al 2022.
Il 30 maggio gioca la sua ultima partita, contro il Lugano e persa 2-3, annunciando il ritiro dal calcio giocato.

#### Nazionale
Vive la sua più grande esperienza in nazionale con la selezione Under-21, quando raggiunge la semifinale degli Europei di categoria.
È nel giro della nazionale maggiore dal 2006 e ha fatto parte della rosa che ha partecipato ai Mondiali 2006. A causa dell'infortunio al ginocchio, non ha invece potuto prender parte agli Europei tenutisi nel 2008 in Austria e Svizzera. Dopo la prova offerta in Torino-Palermo nel novembre 2008, riconquista la maglia della nazionale elvetica per la partita contro la Finlandia.
Dopo non avere disputato né i Mondiali 2010 (a causa di un infortunio al ginocchio) né gli Europei 2012 (a cui gli elvetici non si sono qualificati), viene poi convocato per i Mondiali 2014, in cui scende in campo in tre occasioni e realizza una rete nella sconfitta per 5-2 contro la Francia nella fase a gironi.
Viene convocato per gli Europei 2016 in Francia, scendendo in campo nelle quattro partite giocate dalla nazionale elvetica.
Due anni dopo disputa i Mondiali 2018, in cui realizza nella fase a gironi un gol nel 2-2 contro la Costa Rica.

### Dopo il ritiro
Dopo una parentesi nell'emittente televisiva Svizzera Rsi, nell'agosto 2024 entra a far parte dei commentatori tecnici di Sky Sport.

## Statistiche

### Presenze e reti nei club
Statistiche aggiornate al 30 aprile 2023.
| Stagione        | Squadra         | Campionato      | Campionato | Campionato | Coppe nazionali | Coppe nazionali | Coppe nazionali | Coppe continentali | Coppe continentali | Coppe continentali | Altre coppe | Altre coppe | Altre coppe | Totale | Totale |
| Stagione        | Squadra         | Comp            | Pres       | Reti       | Comp            | Pres            | Reti            | Comp               | Pres               | Reti               | Comp        | Pres        | Reti        | Pres   | Reti   |
| --------------- | --------------- | --------------- | ---------- | ---------- | --------------- | --------------- | --------------- | ------------------ | ------------------ | ------------------ | ----------- | ----------- | ----------- | ------ | ------ |
| 2003-2004       | Zurigo          | SL              | 30         | 2          | CS              | 4               | 0               | -                  | -                  | -                  | -           | -           | -           | 34     | 2      |
| 2004-2005       | Zurigo          | SL              | 26         | 1          | CS              | 6               | 0               | -                  | -                  | -                  | -           | -           | -           | 32     | 1      |
| 2005-2006       | Zurigo          | SL              | 32         | 3          | CS              | 5               | 3               | CU                 | 4                  | 1                  | -           | -           | -           | 41     | 7      |
| 2006-2007       | Zurigo          | SL              | 23         | 3          | CS              | 4               | 1               | UCL                | 2                  | 0                  | -           | -           | -           | 29     | 4      |
| 2007-2008       | Bolton          | PL              | 0          | 0          | FAC             | 1               | 0               | -                  | -                  | -                  | -           | -           | -           | 1      | 0      |
| 2008-2009       | Torino          | A               | 30         | 0          | CI              | 2               | 0               | -                  | -                  | -                  | -           | -           | -           | 32     | 0      |
| ago. 2009       | Torino          | B               | -          | -          | CI              | 2               | 0               | -                  | -                  | -                  | -           | -           | -           | 2      | 0      |
| Totale Torino   | Totale Torino   | Totale Torino   | 30         | 0          |                 | 4               | 0               |                    | -                  | -                  |             | -           | -           | 34     | 0      |
| ago. 2009-2010  | Parma           | A               | 19         | 0          | CI              | 0               | 0               | -                  | -                  | -                  | -           | -           | -           | 19     | 0      |
| 2010-2011       | Parma           | A               | 30         | 1          | CI              | 1               | 0               | -                  | -                  | -                  | -           | -           | -           | 31     | 1      |
| Totale Parma    | Totale Parma    | Totale Parma    | 49         | 1          |                 | 1               | 0               |                    | -                  | -                  |             | -           | -           | 50     | 1      |
| 2011-2012       | Napoli          | A               | 28         | 3          | CI              | 5               | 0               | UCL                | 6                  | 0                  | -           | -           | -           | 39     | 3      |
| 2012-2013       | Napoli          | A               | 34         | 7          | CI              | 0               | 0               | UEL                | 7                  | 2                  | SI          | 0           | 0           | 41     | 9      |
| 2013-2014       | Napoli          | A               | 24         | 6          | CI              | 1               | 0               | UCL+UEL            | 3+1                | 0                  | -           | -           | -           | 29     | 6      |
| Totale Napoli   | Totale Napoli   | Totale Napoli   | 86         | 16         |                 | 6               | 0               |                    | 17                 | 2                  |             |             | -           | 109    | 18     |
| 2014-2015       | Galatasaray     | SL              | 11         | 0          | TK              | 5               | 1               | UCL                | 4                  | 0                  | ST          | -           | -           | 20     | 1      |
| 2015-2016       | Genoa           | A               | 27         | 3          | CI              | 0               | 0               |                    | -                  | -                  | -           | -           | -           | 27     | 3      |
| 2016-2017       | Bologna         | A               | 31         | 8          | CI              | 2               | 1               | -                  | -                  | -                  | -           | -           | -           | 33     | 9      |
| mag.-dic. 2017  | Montréal Impact | MLS             | 22         | 7          | CC              | 3               | 1               |                    | -                  | -                  |             | -           | -           | 25     | 8      |
| gen.-giu. 2018  | Bologna         | A               | 15         | 1          | CI              | 0               | 0               | -                  | -                  | -                  | -           | -           | -           | 15     | 1      |
| 2018-2019       | Bologna         | A               | 28         | 1          | CI              | 2               | 1               | -                  | -                  | -                  | -           | -           | -           | 30     | 2      |
| 2019-gen. 2020  | Bologna         | A               | 14         | 1          | CI              | 0               | 0               | -                  | -                  | -                  | -           | -           | -           | 14     | 1      |
| Totale Bologna  | Totale Bologna  | Totale Bologna  | 88         | 11         |                 | 4               | 2               |                    | -                  | -                  |             | -           | -           | 92     | 13     |
| gen.-ott. 2020  | Shenzhen        | CSL             | 0          | 0          | CC              | 0               | 0               | -                  | -                  | -                  | -           | -           | -           | 0      | 0      |
| gen.-giu. 2021  | Zurigo          | SL              | 12         | 0          | CS              | 0               | 0               | -                  | -                  | -                  | -           | -           | -           | 12     | 0      |
| 2021-2022       | Zurigo          | SL              | 26         | 1          | CS              | 0               | 0               | -                  | -                  | -                  | -           | -           | -           | 26     | 1      |
| 2022-2023       | Zurigo          | SL              | 18         | 4          | CS              | 1               | 0               | UCL+UEL            | 1+6                | 0+1                | -           | -           | -           | 26     | 5      |
| Totale Zurigo   | Totale Zurigo   | Totale Zurigo   | 167        | 14         |                 | 20              | 4               |                    | 13                 | 2                  |             | -           | -           | 200    | 20     |
| Totale carriera | Totale carriera | Totale carriera | 480        | 52         |                 | 44              | 8               |                    | 34                 | 4                  |             | -           | -           | 558    | 64     |

### Cronologia presenze e reti in nazionale
| Cronologia completa delle presenze e delle reti in nazionale ― Svizzera | Cronologia completa delle presenze e delle reti in nazionale ― Svizzera | Cronologia completa delle presenze e delle reti in nazionale ― Svizzera | Cronologia completa delle presenze e delle reti in nazionale ― Svizzera | Cronologia completa delle presenze e delle reti in nazionale ― Svizzera | Cronologia completa delle presenze e delle reti in nazionale ― Svizzera | Cronologia completa delle presenze e delle reti in nazionale ― Svizzera | Cronologia completa delle presenze e delle reti in nazionale ― Svizzera |
| Data                                                                    | Città                                                                   | In casa                                                                 | Risultato                                                               | Ospiti                                                                  | Competizione                                                            | Reti                                                                    | Note                                                                    |
| ----------------------------------------------------------------------- | ----------------------------------------------------------------------- | ----------------------------------------------------------------------- | ----------------------------------------------------------------------- | ----------------------------------------------------------------------- | ----------------------------------------------------------------------- | ----------------------------------------------------------------------- | ----------------------------------------------------------------------- |
| 1-3-2006                                                                | Glasgow                                                                 | Scozia                                                                  | 1 – 3                                                                   | Svizzera                                                                | Amichevole                                                              | -                                                                       | 81’                                                                     |
| 27-5-2006                                                               | Basilea                                                                 | Svizzera                                                                | 1 – 1                                                                   | Costa d'Avorio                                                          | Amichevole                                                              | -                                                                       | 67’                                                                     |
| 3-6-2006                                                                | Zurigo                                                                  | Svizzera                                                                | 4 – 1                                                                   | Cina                                                                    | Amichevole                                                              | -                                                                       | 63’                                                                     |
| 16-8-2006                                                               | Vaduz                                                                   | Liechtenstein                                                           | 0 – 3                                                                   | Svizzera                                                                | Amichevole                                                              | -                                                                       | 46’                                                                     |
| 15-11-2006                                                              | Basilea                                                                 | Svizzera                                                                | 1 – 2                                                                   | Brasile                                                                 | Amichevole                                                              | -                                                                       | 46’                                                                     |
| 7-2-2007                                                                | Düsseldorf                                                              | Germania                                                                | 3 – 1                                                                   | Svizzera                                                                | Amichevole                                                              | -                                                                       | 57’                                                                     |
| 23-3-2007                                                               | Fort Lauderdale                                                         | Svizzera                                                                | 2 – 0                                                                   | Giamaica                                                                | Amichevole                                                              | -                                                                       |                                                                         |
| 19-11-2008                                                              | San Gallo                                                               | Svizzera                                                                | 1 – 0                                                                   | Finlandia                                                               | Amichevole                                                              | -                                                                       |                                                                         |
| 11-2-2009                                                               | Ginevra                                                                 | Svizzera                                                                | 1 – 1                                                                   | Bulgaria                                                                | Amichevole                                                              | -                                                                       | 61’                                                                     |
| 1-4-2009                                                                | Ginevra                                                                 | Svizzera                                                                | 2 – 0                                                                   | Moldavia                                                                | Qual. Mondiali 2010                                                     | -                                                                       | 72’                                                                     |
| 9-2-2011                                                                | Attard                                                                  | Malta                                                                   | 0 – 0                                                                   | Svizzera                                                                | Amichevole                                                              | -                                                                       | 41’                                                                     |
| 26-3-2011                                                               | Sofia                                                                   | Bulgaria                                                                | 0 – 0                                                                   | Svizzera                                                                | Qual. Euro 2012                                                         | -                                                                       |                                                                         |
| 4-6-2011                                                                | Londra                                                                  | Inghilterra                                                             | 2 – 2                                                                   | Svizzera                                                                | Qual. Euro 2012                                                         | -                                                                       | 59’                                                                     |
| 10-8-2011                                                               | Vaduz                                                                   | Liechtenstein                                                           | 1 – 2                                                                   | Svizzera                                                                | Amichevole                                                              | -                                                                       |                                                                         |
| 6-9-2011                                                                | Basilea                                                                 | Svizzera                                                                | 3 – 1                                                                   | Bulgaria                                                                | Qual. Euro 2012                                                         | -                                                                       |                                                                         |
| 11-11-2011                                                              | Amsterdam                                                               | Paesi Bassi                                                             | 0 – 0                                                                   | Svizzera                                                                | Amichevole                                                              | -                                                                       |                                                                         |
| 15-11-2011                                                              | Lussemburgo                                                             | Lussemburgo                                                             | 0 – 1                                                                   | Svizzera                                                                | Amichevole                                                              | -                                                                       | 63’                                                                     |
| 29-2-2012                                                               | Berna                                                                   | Svizzera                                                                | 1 – 3                                                                   | Argentina                                                               | Amichevole                                                              | -                                                                       | 66’                                                                     |
| 15-8-2012                                                               | Spalato                                                                 | Croazia                                                                 | 2 – 4                                                                   | Svizzera                                                                | Amichevole                                                              | -                                                                       | 46’                                                                     |
| 7-9-2012                                                                | Lubiana                                                                 | Slovenia                                                                | 0 – 2                                                                   | Svizzera                                                                | Qual. Mondiali 2014                                                     | -                                                                       | 74’                                                                     |
| 11-9-2012                                                               | Lucerna                                                                 | Svizzera                                                                | 2 – 0                                                                   | Albania                                                                 | Qual. Mondiali 2014                                                     | -                                                                       | 73’                                                                     |
| 12-10-2012                                                              | Berna                                                                   | Svizzera                                                                | 1 – 1                                                                   | Norvegia                                                                | Qual. Mondiali 2014                                                     | -                                                                       | 90+2’                                                                   |
| 16-10-2012                                                              | Reykjavík                                                               | Islanda                                                                 | 0 – 2                                                                   | Svizzera                                                                | Qual. Mondiali 2014                                                     | -                                                                       | 80’                                                                     |
| 14-11-2012                                                              | Susa                                                                    | Tunisia                                                                 | 1 – 2                                                                   | Svizzera                                                                | Amichevole                                                              | -                                                                       | 46’                                                                     |
| 8-6-2013                                                                | Ginevra                                                                 | Svizzera                                                                | 1 – 0                                                                   | Cipro                                                                   | Qual. Mondiali 2014                                                     | -                                                                       | 67’                                                                     |
| 14-8-2013                                                               | Basilea                                                                 | Svizzera                                                                | 1 – 0                                                                   | Brasile                                                                 | Amichevole                                                              | -                                                                       | 75’                                                                     |
| 6-9-2013                                                                | Berna                                                                   | Svizzera                                                                | 4 – 4                                                                   | Islanda                                                                 | Qual. Mondiali 2014                                                     | 1                                                                       | 24’                                                                     |
| 10-9-2013                                                               | Oslo                                                                    | Norvegia                                                                | 0 – 2                                                                   | Svizzera                                                                | Qual. Mondiali 2014                                                     | -                                                                       | 89’                                                                     |
| 11-10-2013                                                              | Tirana                                                                  | Albania                                                                 | 1 – 2                                                                   | Svizzera                                                                | Qual. Mondiali 2014                                                     | -                                                                       | 89’                                                                     |
| 15-10-2013                                                              | Berna                                                                   | Svizzera                                                                | 1 – 0                                                                   | Slovenia                                                                | Qual. Mondiali 2014                                                     | -                                                                       |                                                                         |
| 15-11-2013                                                              | Seul                                                                    | Corea del Sud                                                           | 2 – 1                                                                   | Svizzera                                                                | Amichevole                                                              | -                                                                       |                                                                         |
| 5-3-2014                                                                | San Gallo                                                               | Svizzera                                                                | 2 – 2                                                                   | Croazia                                                                 | Amichevole                                                              | -                                                                       | 62’                                                                     |
| 30-5-2014                                                               | Lucerna                                                                 | Svizzera                                                                | 1 – 0                                                                   | Giamaica                                                                | Amichevole                                                              | -                                                                       |                                                                         |
| 3-6-2014                                                                | Lucerna                                                                 | Svizzera                                                                | 2 – 0                                                                   | Perù                                                                    | Amichevole                                                              | -                                                                       | 46’                                                                     |
| 20-6-2014                                                               | Salvador                                                                | Svizzera                                                                | 2 – 5                                                                   | Francia                                                                 | Mondiali 2014 - 1º turno                                                | 1                                                                       | 46’                                                                     |
| 25-6-2014                                                               | Manaus                                                                  | Honduras                                                                | 0 – 3                                                                   | Svizzera                                                                | Mondiali 2014 - 1º turno                                                | -                                                                       | 87’                                                                     |
| 1-7-2014                                                                | San Paolo                                                               | Argentina                                                               | 1 – 0 dts                                                               | Svizzera                                                                | Mondiali 2014 - Ottavi di finale                                        | -                                                                       | 113’                                                                    |
| 8-9-2014                                                                | Basilea                                                                 | Svizzera                                                                | 0 – 2                                                                   | Inghilterra                                                             | Qual. Euro 2016                                                         | -                                                                       | 74’                                                                     |
| 14-10-2014                                                              | Serravalle                                                              | San Marino                                                              | 0 – 4                                                                   | Svizzera                                                                | Qual. Euro 2016                                                         | 1                                                                       | 28’                                                                     |
| 15-11-2014                                                              | San Gallo                                                               | Svizzera                                                                | 4 – 0                                                                   | Lituania                                                                | Qual. Euro 2016                                                         | -                                                                       |                                                                         |
| 10-6-2015                                                               | Thun                                                                    | Svizzera                                                                | 3 – 0                                                                   | Liechtenstein                                                           | Amichevole                                                              | 2                                                                       | 74’                                                                     |
| 14-6-2015                                                               | Vilnius                                                                 | Lituania                                                                | 1 – 2                                                                   | Svizzera                                                                | Qual. Euro 2016                                                         | -                                                                       | 58’                                                                     |
| 5-9-2015                                                                | Basilea                                                                 | Svizzera                                                                | 3 – 2                                                                   | Slovenia                                                                | Qual. Euro 2016                                                         | -                                                                       | 64’                                                                     |
| 8-9-2015                                                                | Londra                                                                  | Inghilterra                                                             | 2 – 0                                                                   | Svizzera                                                                | Qual. Euro 2016                                                         | -                                                                       | 79’                                                                     |
| 12-10-2015                                                              | Tallinn                                                                 | Estonia                                                                 | 0 – 1                                                                   | Svizzera                                                                | Qual. Euro 2016                                                         | -                                                                       |                                                                         |
| 25-3-2016                                                               | Dublino                                                                 | Irlanda                                                                 | 1 – 0                                                                   | Svizzera                                                                | Amichevole                                                              | -                                                                       | 40’ 71’                                                                 |
| 28-5-2016                                                               | Lancy                                                                   | Svizzera                                                                | 1 – 2                                                                   | Belgio                                                                  | Amichevole                                                              | 1                                                                       | 78’                                                                     |
| 3-6-2016                                                                | Lugano                                                                  | Svizzera                                                                | 2 – 1                                                                   | Moldavia                                                                | Amichevole                                                              | -                                                                       | 77’                                                                     |
| 11-6-2016                                                               | Lens                                                                    | Albania                                                                 | 0 – 1                                                                   | Svizzera                                                                | Euro 2016 - 1º turno                                                    | -                                                                       | 76’                                                                     |
| 15-6-2016                                                               | Parigi                                                                  | Svizzera                                                                | 1 – 1                                                                   | Romania                                                                 | Euro 2016 - 1º turno                                                    | -                                                                       | 83’                                                                     |
| 19-6-2016                                                               | Villeneuve-d'Ascq                                                       | Francia                                                                 | 0 – 0                                                                   | Svizzera                                                                | Euro 2016 - 1º turno                                                    | -                                                                       |                                                                         |
| 25-6-2016                                                               | Saint-Étienne                                                           | Svizzera                                                                | 1 – 1 dts (4 - 5 dtr)                                                   | Polonia                                                                 | Euro 2016 - Ottavi di finale                                            | -                                                                       | 58’                                                                     |
| 6-9-2016                                                                | Basilea                                                                 | Svizzera                                                                | 2 – 0                                                                   | Portogallo                                                              | Qual. Mondiali 2018                                                     | -                                                                       | 89’                                                                     |
| 7-10-2016                                                               | Budapest                                                                | Ungheria                                                                | 2 – 3                                                                   | Svizzera                                                                | Qual. Mondiali 2018                                                     | -                                                                       | 80’                                                                     |
| 13-11-2016                                                              | Lucerna                                                                 | Svizzera                                                                | 2 – 0                                                                   | Fær Øer                                                                 | Qual. Mondiali 2018                                                     | -                                                                       | 80’                                                                     |
| 25-3-2017                                                               | Carouge                                                                 | Svizzera                                                                | 1 – 0                                                                   | Lettonia                                                                | Qual. Mondiali 2018                                                     | -                                                                       |                                                                         |
| 9-6-2017                                                                | Tórshavn                                                                | Fær Øer                                                                 | 0 – 2                                                                   | Svizzera                                                                | Qual. Mondiali 2018                                                     | -                                                                       | 86’                                                                     |
| 3-9-2017                                                                | Budapest                                                                | Lettonia                                                                | 0 – 3                                                                   | Svizzera                                                                | Qual. Mondiali 2018                                                     | 1                                                                       |                                                                         |
| 10-10-2017                                                              | Lisbona                                                                 | Portogallo                                                              | 2 – 0                                                                   | Svizzera                                                                | Qual. Mondiali 2018                                                     | -                                                                       | 66’                                                                     |
| 9-11-2017                                                               | Belfast                                                                 | Irlanda del Nord                                                        | 0 – 1                                                                   | Svizzera                                                                | Qual. Mondiali 2018                                                     | -                                                                       | 83’                                                                     |
| 12-11-2017                                                              | Basilea                                                                 | Svizzera                                                                | 0 – 0                                                                   | Irlanda del Nord                                                        | Qual. Mondiali 2018                                                     | -                                                                       | 61’                                                                     |
| 23-3-2018                                                               | Atene                                                                   | Grecia                                                                  | 0 – 1                                                                   | Svizzera                                                                | Amichevole                                                              | 1                                                                       |                                                                         |
| 27-3-2018                                                               | Lucerna                                                                 | Svizzera                                                                | 6 – 0                                                                   | Panama                                                                  | Amichevole                                                              | 1                                                                       | 46’                                                                     |
| 3-6-2018                                                                | Vila-real                                                               | Spagna                                                                  | 1 – 1                                                                   | Svizzera                                                                | Amichevole                                                              | -                                                                       | 46’                                                                     |
| 8-6-2018                                                                | Lugano                                                                  | Svizzera                                                                | 2 – 0                                                                   | Giappone                                                                | Amichevole                                                              | -                                                                       | 65’                                                                     |
| 17-6-2018                                                               | Rostov sul Don                                                          | Brasile                                                                 | 1 – 1                                                                   | Svizzera                                                                | Mondiali 2018 - 1º turno                                                | -                                                                       |                                                                         |
| 22-6-2018                                                               | Kaliningrad                                                             | Serbia                                                                  | 1 – 2                                                                   | Svizzera                                                                | Mondiali 2018 - 1º turno                                                | -                                                                       | 73’                                                                     |
| 27-6-2018                                                               | Nižnij Novgorod                                                         | Svizzera                                                                | 2 – 2                                                                   | Costa Rica                                                              | Mondiali 2018 - 1º turno                                                | 1                                                                       |                                                                         |
| 3-7-2018                                                                | San Pietroburgo                                                         | Svezia                                                                  | 1 – 0                                                                   | Svizzera                                                                | Mondiali 2018 - Ottavi di finale                                        | -                                                                       | 73’                                                                     |
| Totale                                                                  |                                                                         | Presenze                                                                | 69                                                                      |                                                                         | Reti                                                                    | 10                                                                      |                                                                         |

## Palmarès

### Club
- Campionato svizzero: 3

Zurigo: 2005-2006, 2006-2007, 2021-2022
- Coppa Svizzera: 1

Zurigo: 2004-05
- Coppa Italia: 2

Napoli: 2011-2012, 2013-2014
- Campionato turco: 1

Galatasaray: 2014-2015
- Coppa di Turchia: 1

Galatasaray: 2014-2015
- Supercoppa di Turchia: 1

Galatasaray: 2015